# Wadi Kub
El Wadi Kub (en árabe: وادي كوب‎, romanizado: Wādī Kūb) es un valle o río seco, con caudal efímero o intermitente, que fluye casi exclusivamente durante la temporada de lluvias, situado al noreste de los Emiratos Árabes Unidos, en los emiratos de Fuyaira y Ras al Jaima.
Pertenece a la cuenca hidrográfica interior del Wadi Mu'taridah / Wadi Mutarid / Wadi Al Mithaddim (65 km²), del que es afluente por la izquierda, y se extiende a través de una subcuenca hidrográfica de 34,14 km², que limita al norte con la cuenca del Wadi Tawiyean / Wādī Ţawīyayn, y con las subcuencas del propio Wadi Mu'taridah / Wadi Mutarid y del Wadi Al Himriyyah; al este con la línea divisoria de las aguas que define los cursos de agua que fluyen hacia el Golfo Pérsico y los que fluyen hacia el Golfo de Omán, y con la cuenca hidrográfica del Wadi Basseirah; y al sur y oeste con la cuenca hidrográfica del Wadi Mawrid, aunque algunos autores consideran que la cuenca limítrofe por el sur es la del Wādī Adhan / Wadi Idhn.

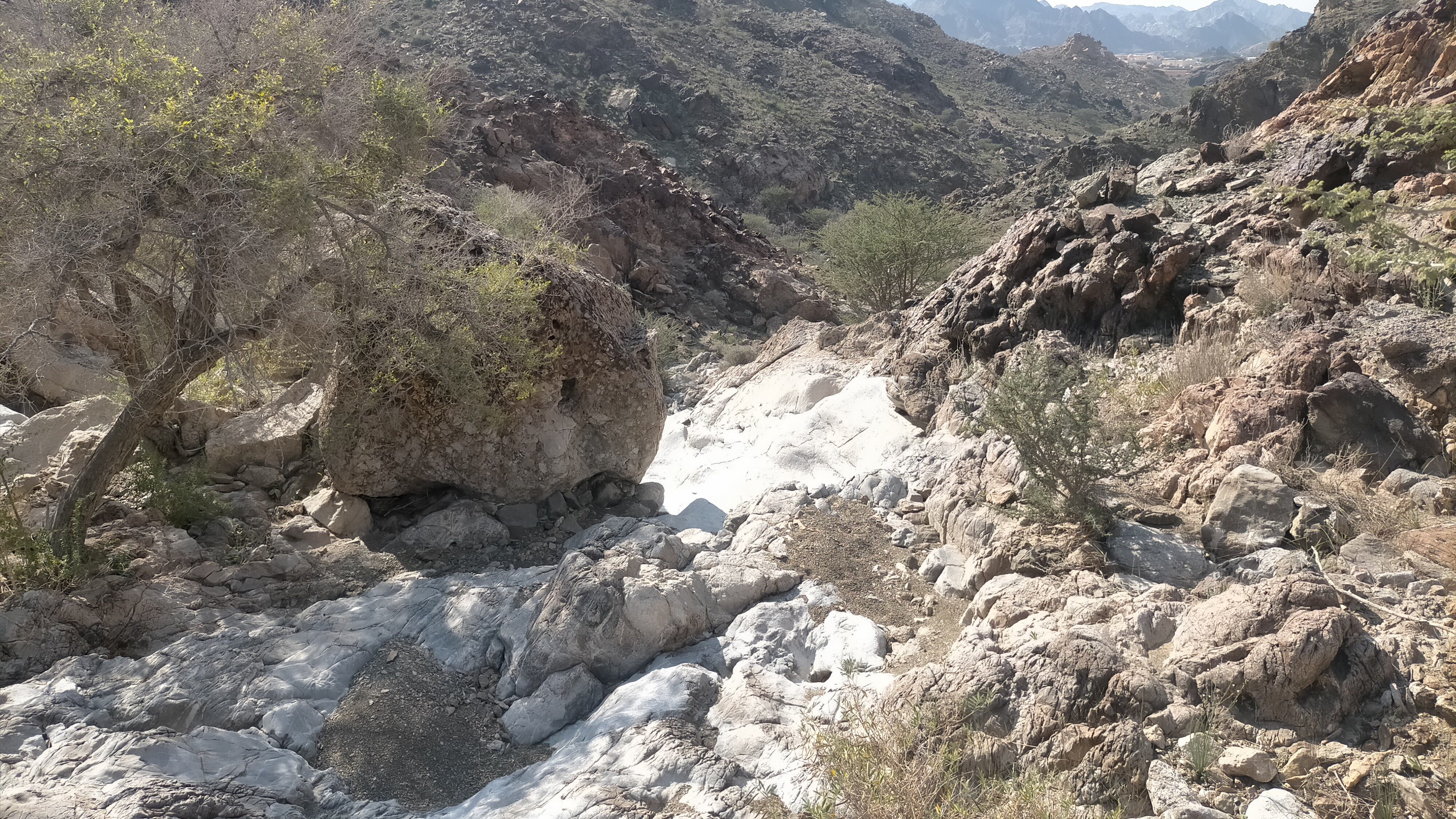
Curso alto del brazo oriental del Wadi Kub, en su zona de nacimiento, en el Emirato de Fuyaira

El nacimiento del cauce principal del Wadi Kub se sitúa en la vertiente sur de la cresta que bordea por el norte la localidad de Al Jaroof / Al Jurouf (en árabe: الجروف), en el Emirato de Fuyaira, y sigue un curso de aproximadamente 17 km hasta su desembocadura en el Wadi Mu'taridah / Wadi Mutarid, poco antes del pueblo de Saram, a los pies del Jabal Satif (367 m), en el Emirato de Fuyaira.
Toda la zona del Wadi Kub ha sido históricamente, y sigue siéndolo en la actualidad, una comarca eminentemente agrícola y ganadera, con pueblos y aldeas esparcidos a lo largo de su curso principal y de sus múltiples afluentes.

## Recorrido
En su curso alto, el wadi está formado por dos brazos de similar longitud y caudal, que nacen aproximadamente a una altitud de 542 m; bordean Al Jaroof por el este y el oeste, respectivamente; y confluyen al sur de esta población, definiendo el cauce principal, que sigue inicialmente la dirección de noreste a suroeste.

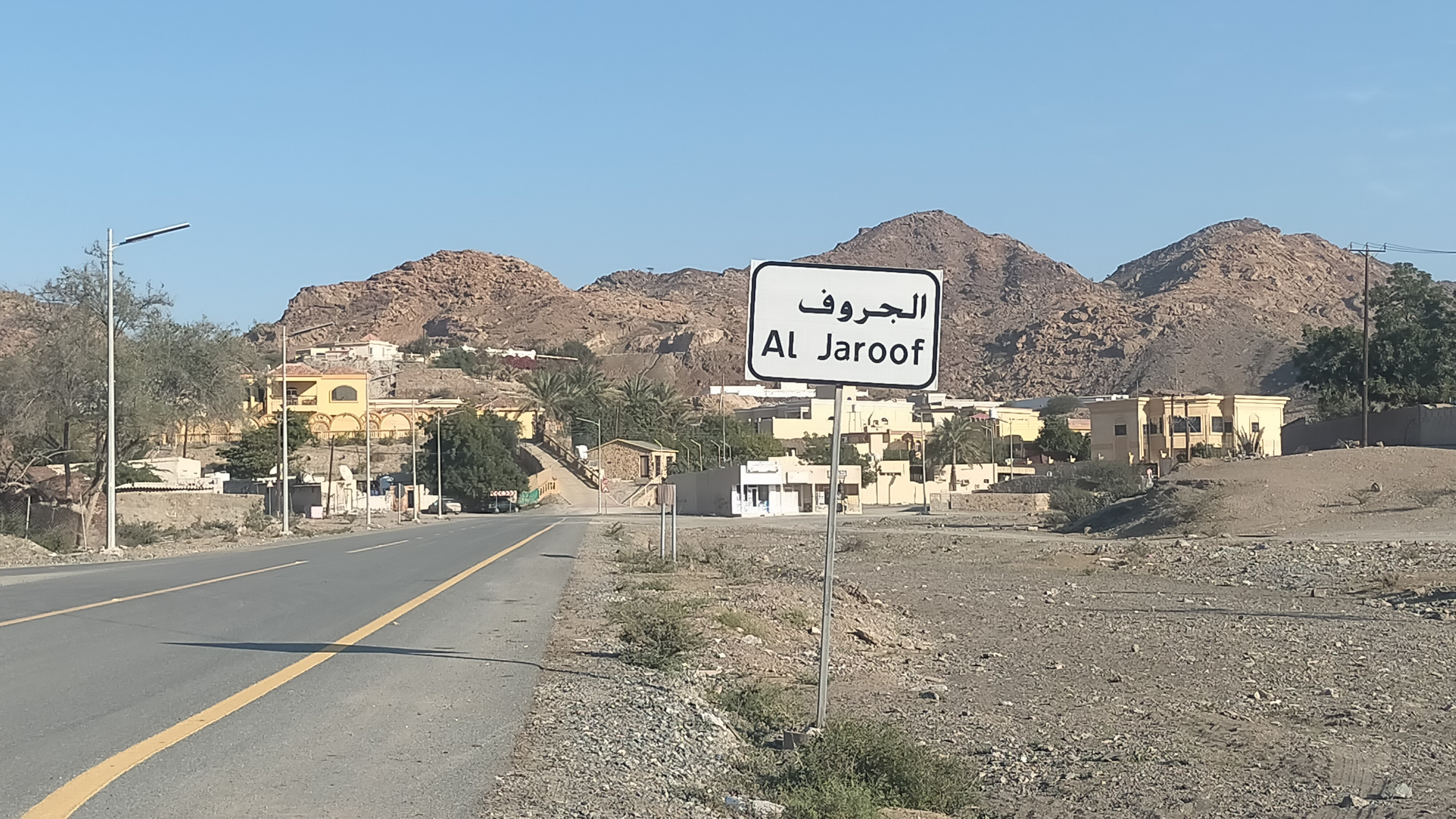
Al Jaroof, pueblo situado en la cabecera del Wadi Kub, en el Emirato de Fuyaira

Dos kilómetros después de la salida de Al Jaroof, pasado el paraje conocido como Sidrat al Qorah, el Wadi Kub recibe por la derecha las aguas de uno de sus principales afluentes: el Wadi Al Yanhah, que nace también, como el vecino Wadi Al Himriyyah, en la vertiente sur del Jabal Huq (629 m).
Muy pocos metros después de esta confluencia se construyó en 2013 la primera de las cuatro presas que tiene en la actualidad el Wadi Kub, destinadas a alimentar los recursos hídricos subterráneos, fundamentales para la agricultura de la comarca, y a reducir los daños por eventuales inundaciones, y que figura identificada con el nombre de Wadi Kub Breaker (1).

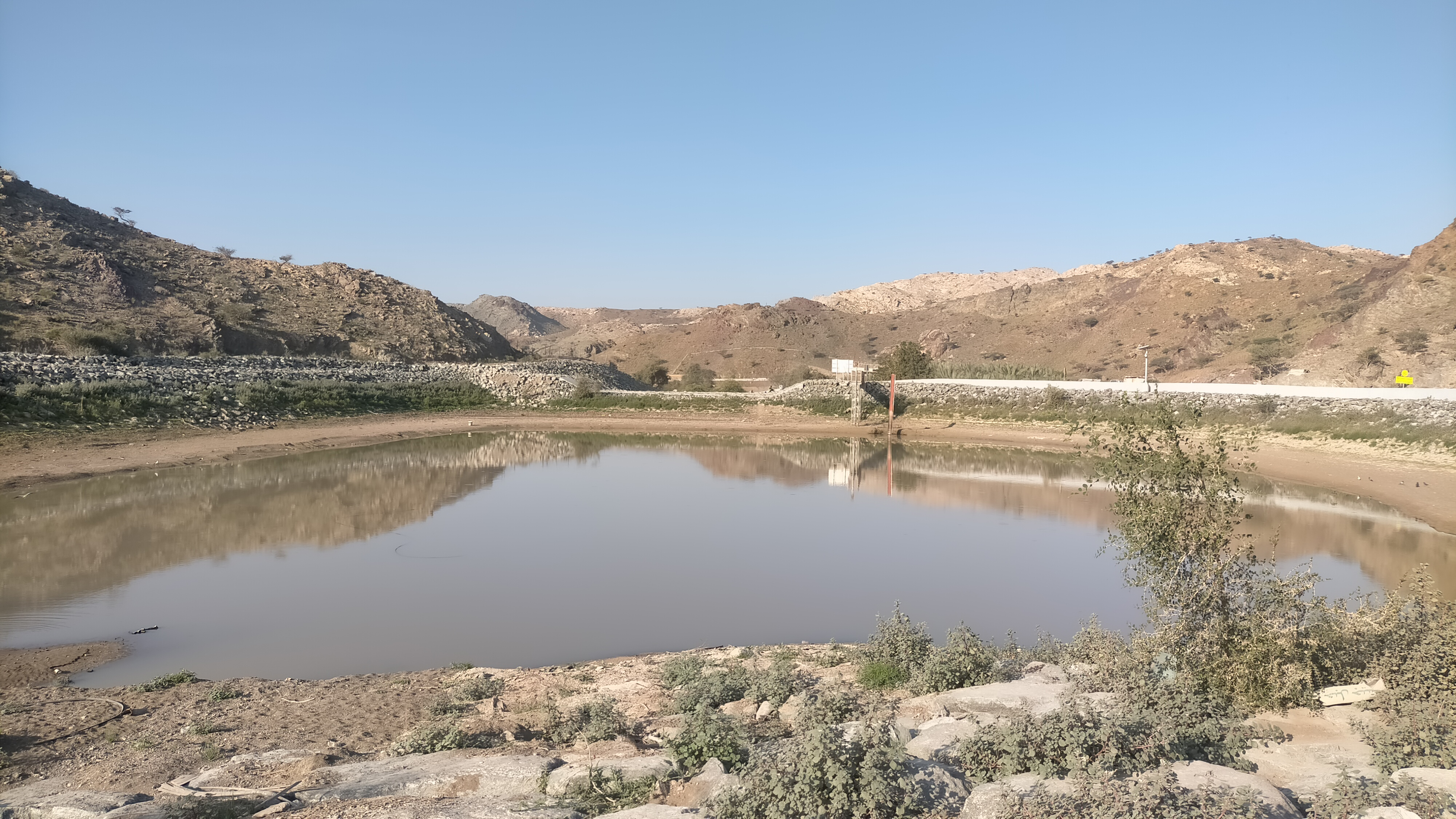
Wadi Kub Breaker (1). Una de las presas construidas en 2013 a lo largo del cauce del Wadi Kub

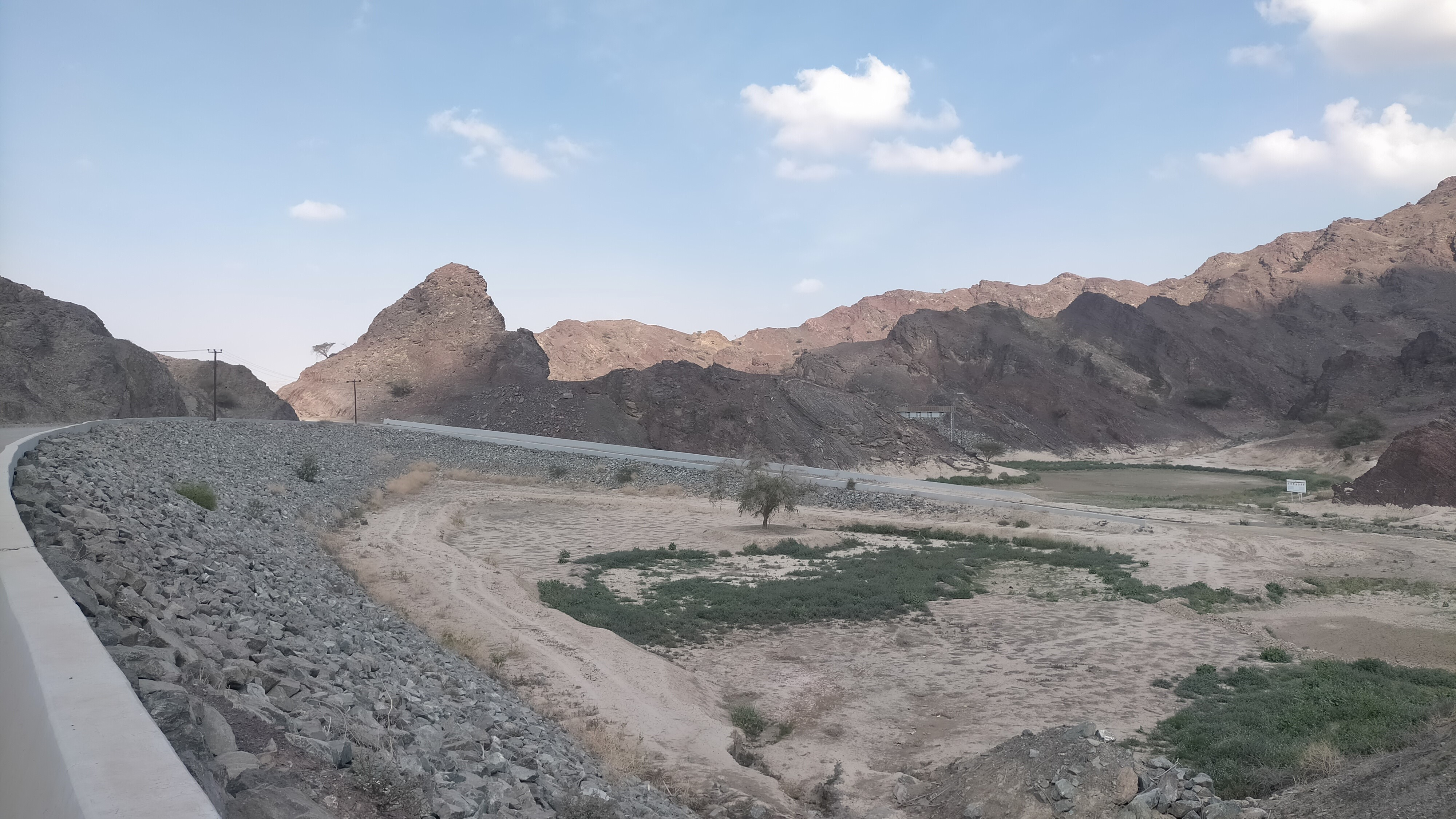
Wadi Kub Dam (2) y refuerzo de la carretera, que también actúa como presa y amplía la superficie del embalse

En esa misma zona, tan solo 300 m al sur, se encuentra la antigua aldea de Kub / Qub, situada en la desembocadura del Wadi Lil, afluente por la izquierda del Wadi Kub.
Siguiendo el curso principal del Wadi Kub, ocupado en su mayor parte por una ancha pista de tierra denominada Al Mesrah Road, y ya en el Emirato de Ras al Jaima, se encuentra 800 m después, la zona de cultivo de Karas, situada junto a la desembocadura de otro importante afluente por la izquierda del Kub, el Wadi Suftah / Wādī Şafat.
Al término de su curso medio, el Wadi Kub vira hacia el noroeste, y en su cauce se construyó, también en 2013, su presa más importante y de mayor capacidad, la Wadi Kub Dam (2), cuyo embalse ha sido ampliado con el refuerzo de la carretera y abarca una superficie de 25.000 m². 
Setecientos metros después de presa, el wadi forma una bifurcación que es muy poco frecuente. El antiguo cauce gira a la derecha a través de la llanura de grava, y se dirige hacia el norte cruzando una gran urbanización, construida en la llanura aluvial que forman el Wadi Kub, el Wadi Al Himriyyah, el Wadi Mu'taridah / Wadi Mutarid y otros, que para mayor confusión adoptó también el nombre de Kub (como la aldea homónima del Emirato de Fuyaira). 
El canal izquierdo de la bifurcación, que desciende con mucha más pendiente, se formó por efecto de la erosión, al romperse la pared delgada de grava que separa las dos cuencas adyacentes, y en la actualidad, tras la urbanización de la zona, se ha convertido de hecho en el curso principal del wadi y bordea el poblado por el sur y el oeste, hasta converger más adelante con el antiguo cauce.
Casi agotado su recorrido, a las afueras de la citada urbanización, y antes de su desembocadura al pie del Jabal Satif existe una cuarta presa, la Wadi Kub Dam (4), que hace que prácticamente el último tramo del wadi permanezca constantemente seco.

## Toponimia
Nombres alternativos: 	Wādī Qub, Wādī Kūb, Wadi Kub, Wadi Kubb, Wadi Kuub, Wadi Kob, Wadi Qub.
El nombre de este wadi aparece mencionado en la documentación y mapas elaborados entre 1950 y 1960 por el arabista, cartógrafo, militar y diplomático británico Julian F. Walker, y en otros muchos documentos relacionados con los trabajos efectuados para el establecimiento de fronteras entre los entonces denominados Estados de la Tregua, completados posteriormente por el Ministerio de Defensa del Reino Unido, en mapas a escala 1:100.000 publicados en 1971.
En el Atlas Nacional de Emiratos Árabes Unidos consta identificado con la grafía Wādī Kūb.

## Población
Hay constancia documental de la existencia de antiguas aldeas agrícolas, en toda el área próxima al Wadi Kub y sus afluentes, que estuvo poblada, mayoritariamente, por la tribu Mazari / Mazārī‘, que formaba parte de la federación tribal Bani Yas.